# DN61
DN61 este un drum național din România, care leagă orașul Găești de Giurgiu. Drumul se termină în DN6 la Ghimpați, dar este continuat mai departe de DN5B până la Giurgiu.